# Giardino pubblico Muzio de' Tommasini
Il giardino pubblico Muzio de' Tommasini (abbreviato localmente in giardino pubblico) è un parco della città di Trieste, intitolato all'omonimo politico e botanico.

## Storia
Il giardino venne costruito a partire dal 1854 ed aperto al pubblico nel 1864 dal comune di Trieste su un territorio appartenuto precedentemente alle monache benedettine. Fu realizzato dallo stesso Tommasini, successivamente al "no" della costruzione di una chiesa e di un complesso residenziale.
La piazza principale del parco è intitolata all'attrice Ave Ninchi a partire dal 21 dicembre 2013.

## Servizi
Nel parco si trovano
- Bar
- Posto di polizia locale
- Servizi igienici
- Tavoli da ping pong
- Scacchi giganti
- Gazebo
- Pista di pattinaggio a rotelle
- Parco giochi